# 荘田由紀
荘田 由紀（しょうだ ゆき、1983年4月2日 - ）は日本の女優。舞台での活動がメイン。文学座所属。

## 経歴
1983年4月2日、女優・鳳蘭と医師（1986年離婚）の次女として東京都に生まれる。両親とも中華民国籍（母は日本国籍取得）のため、自身は台湾系日本人にあたる。3歳上の姉がいる。子供時代、多忙な母とは一緒に過ごせる時間が少なかったものの、愛情は感じて育った。当初は習い事の多い生活だったものの、本人が遊びたいがために、また母親も習い事の継続を強制しなかったためにいずれも途中で止めてしまったが、この事は後悔しているという。
1990年に成城学園初等学校へ入学、最終学歴は成城大学文芸学部マスコミュニケーション学科卒であるが、2005年の在学中に文学座研究所へ入所する。初舞台は2007年の『路上』。2008年に準座員となり、2010年に座員へ昇格した。2011年に結婚し、女優業も継続している。

## 出演
- 路上（2007年、SPACE 雑遊）[1][5]
- 大川わたり（2008 - 2009年、明治座）[6]
- 女の一生（2010年、俳優座劇場）[2][5]
- 嵐が丘（2011年、梅田芸術劇場、TBS赤坂ACTシアター）[5][6]
- 三人姉妹（2012年、紀伊國屋ホール）[5][6]
- ローマの休日（2012年、梅田芸術劇場、天王洲銀河劇場）[6]
- 摂（2024年、紀伊國屋ホール、兵庫県立尼崎青少年創造劇場 ピッコロシアター 大ホール）[7]

など。